# Thottska huset

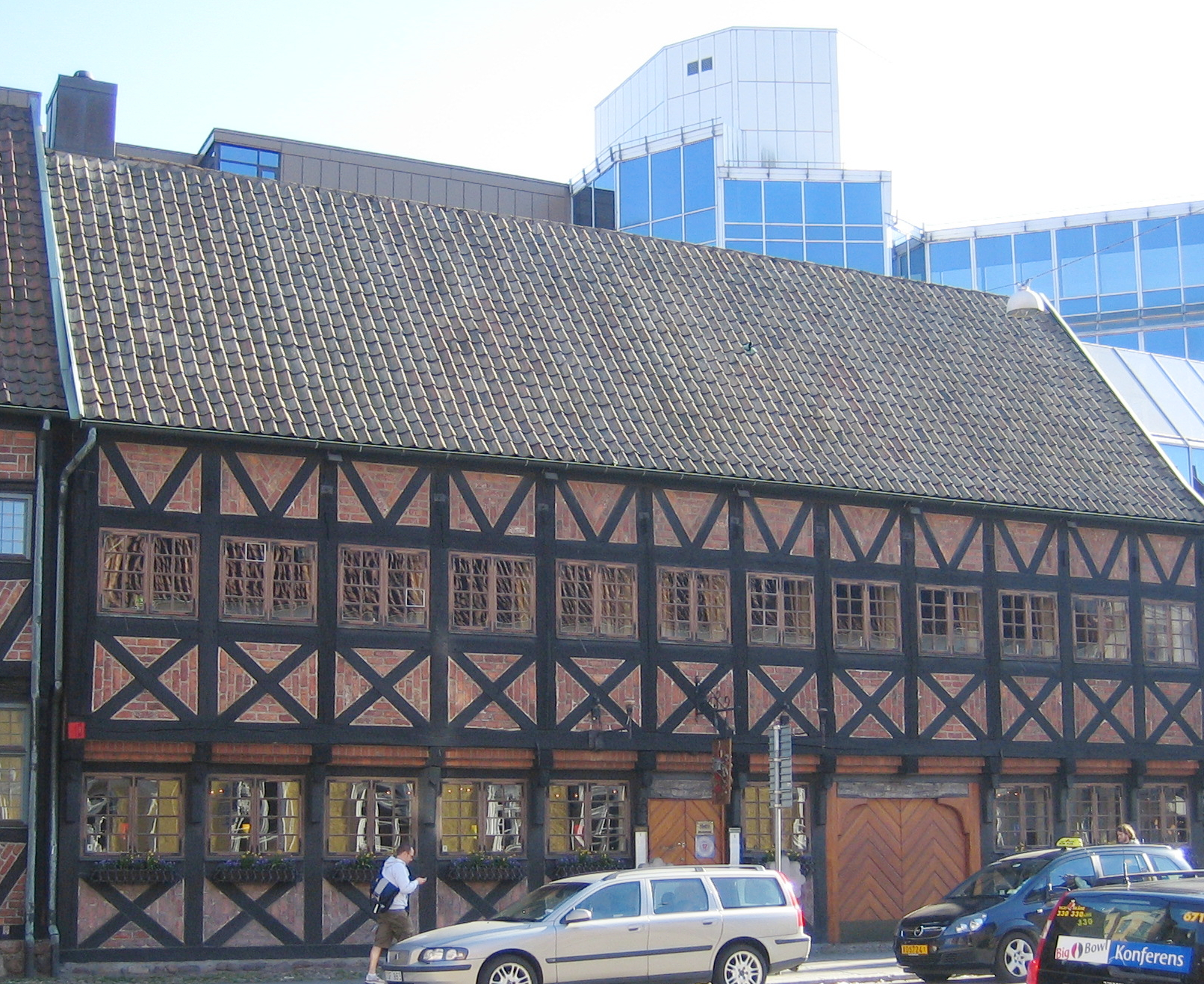
Thottska huset i april 2007

Thottska huset är Malmös äldsta bevarade korsvirkeshus. Det ligger vid Östergatan nära Drottningtorget och är granne med Diedenska huset. Huset genomgick på 1970-talet en våldsam restaurering, vilket innebar att merparten av husets stomme utbyttes mot modernt byggnadsmaterial. Trots detta ger byggnaden en god bild av hur ett rikemanshus såg ut utmed 1500-talets huvudgata i Malmö (se Carolikvarteren).
Portbjälken och dörrbjälken mot gatan är originaldetaljer och inskriptioner på dessa berättar att det var den rike Tage Ottesen Thott och hustrun Else Ulfstand som uppförde huset år 1558. På övervåningen finns väggmålningar från byggnadstiden, bland annat Nordens äldsta avbildade kalkon.